# 706 Hirundo
706 Hirundo је астероид главног астероидног појаса. Приближан пречник астероида је 29,22 ,
а средња удаљеност астероида од Сунца износи 2,727 астрономских јединица (АЈ).
Инклинација (нагиб) орбите у односу на раван еклиптике је 14,476 степени, а орбитални период износи 1644,990 дана (4,503 године). Ексцентрицитет орбите астероида износи 0,195.
Апсолутна магнитуда астероида износи 10,20 а геометријски албедо 0,172.
Астероид је откривен 9. октобра 1910. године.